# فهرست کتاب‌های فرانسوی‌زبان
- ارتش سایه‌ها (L'Armée des ombres) اثر ژوزف کسل
- بیگانه اثر البر کامو
- طاعون اثر البر کامو
- دارایی خانوادهٔ روگن اثر امیل زولا
- آسوموار اثر امیل زولا
- زمین اثر امیل زولا
- سهم سگان شکاری اثر امیل زولا
- شکست اثر امیل زولا
- شاهکار اثر امیل زولا
- رؤیا اثر امیل زولا
- ژرمینال اثر امیل زولا
- پول و زندگی اثر امیل زولا
- دکتر پاسکال اثر امیل زولا
- پیک جنوب اثر آنتوان دو سنت‌اگزوپری
- زمین انسان‌ها اثر آنتوان دو سنت‌اگزوپری
- پرواز شبانه اثر آنتوان دو سنت‌اگزوپری
- شازده کوچولو اثر آنتوان دو سنت‌اگزوپری
- خلبان جنگی اثر آنتوان دو سنت‌اگزوپری
- قلعه اثر آنتوان دو سنت‌اگزوپری
- نامه به یک گروگان اثر آنتوان دو سنت‌اگزوپری
- مائده‌های زمینی اثر آندره ژید
- زن سی‌ساله اثر انوره دو بالزاک
- دخترعمو بت اثر انوره دو بالزاک
- گوبسک رباخوار اثر انوره دو بالزاک
- بابا گوریو اثر انوره دو بالزاک
- اوژنی گرانده اثر انوره دو بالزاک
- چرم ساغری اثر انوره دو بالزاک
- پسر عمو پونس اثر انوره دو بالزاک
- زنبق دره اثر انوره دو بالزاک
- مادام بوآری اثر گوستاو فلوبر
- بوگژارگال اثر ویکتور هوگو
- هان دیسلند اثر ویکتور هوگو
- آخرین روز یک محکوم اثر ویکتور هوگو
- گوژپشت نتردام اثر ویکتور هوگو
- کلود گدا اثر ویکتور هوگو
- بینوایان اثر ویکتور هوگو
- کارگران دریا اثر ویکتور هوگو
- مردی که می‌خندد اثر ویکتور هوگو
- نود و سه اثر ویکتور هوگو

جان شیفته رومن رولان.  ژان کریستف رومن رولان دوردنیادرهشتادروز ژول ورن